# Élections cantonales françaises de 1839
Des élections cantonales sont organisées en France en 1839.